# Lučelnica Tomaševečka
Lučelnica Tomaševečka est un village de la municipalité de Klanjec (comitat de Krapina-Zagorje) en Croatie. Au recensement de 2011, le village comptait 212 habitants.